# 圣莫尼卡 (巴西)
圣莫尼卡是巴西巴拉那州的一个市镇。总面积259.956平方公里，总人口3603人，人口密度13.9人/平方公里。